# Werner Berger (SS-Mitglied)

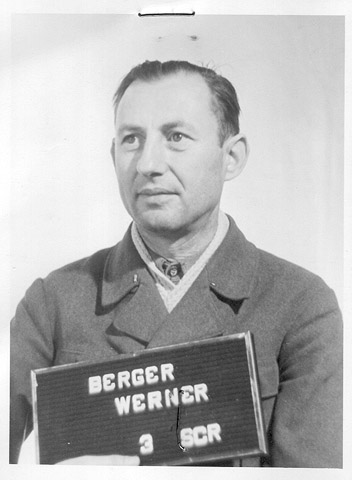
Werner Berger im April 1947

Werner Alfred Berger (* 22. Februar 1901 in Konstanz; † 10. Juni 1964 in Rottweil) war ein deutscher SS-Oberscharführer und Angehöriger des Kommandos 99 im KZ Buchenwald.

## Leben
Berger, von Beruf Bankangestellter, trat zum 1. Mai 1933 der NSDAP bei (Mitgliedsnummer 2.543.284) und gehörte seit April 1940 der Waffen-SS an. Von Januar 1941 bis April 1945 gehörte Berger zum Lagerpersonal des KZ Buchenwald. Berger war in Buchenwald als Dienststellenleiter der Effektenkammer tätig, wo die persönlichen Habe der KZ-Häftlinge aufbewahrt wurde. Zudem gehörte er dem Kommando 99 an, das Hinrichtungen im KZ Buchenwald vollzog.
Spätestens nach Ende des Zweiten Weltkrieges wurde Berger verhaftet und im Rahmen der Dachauer Prozesse in einem Nebenprozess zum Buchenwald-Hauptprozess am 25. November 1947 mit fünf weiteren Beschuldigten angeklagt. Prozessgegenstand in diesem Nebenverfahren waren die Hinrichtungen durch das Kommando 99. Am 3. Dezember 1947 wurde Berger, der ebenso wie die weiteren Angeklagten auf nicht schuldig plädierte, wegen Mithilfe und Teilnahme an den Gewaltverbrechen im KZ Buchenwald zu lebenslanger Haft verurteilt. Nach Verkündung des Urteils wurde Berger zur Verbüßung seiner Haftstrafe in das Kriegsverbrechergefängnis Landsberg überstellt.
Berger wird auch mit der Ermordung des kommunistischen Politikers Ernst Thälmanns im KZ Buchenwald in Verbindung gebracht. Der Tod Thälmanns am 18. August 1944 ist jedoch nicht aufgeklärt. Der ehemalige Buchenwaldhäftling Marian Zgoda sagte im Buchenwald-Hauptprozess aus, er habe gesehen, dass neben Erich Gust und Wolfgang Otto auch Werner Berger an der Erschießung Thälmanns teilgenommen hätte. Otto war im Buchenwald-Hauptprozess wegen Verbrechen an Angehörigen alliierter Staaten angeklagt und verurteilt worden. Gust war unter einem Falschnamen untergetaucht.
Aufgrund Zagodas Aussagen wurden am 13. November 1948 durch das Amtsgericht Weimar Haftbefehle gegen Otto, Berger, Gust und weitere Verdächtige erlassen. Erfolglos beantragte die Sowjetische Kontrollkommission nach Absprache mit DDR-Behörden 1950 bei den zuständigen amerikanischen Stellen die Auslieferung von Berger und Otto, um einen Prozess wegen des Mordes an Thälmann durchzuführen.
Berger wurde 1954 aus dem Kriegsverbrechergefängnis Landsberg vorzeitig entlassen. Anschließend fand er eine Anstellung bei einer Bank und stieg schließlich bis zum Zweigstellenleiter bei der Landeszentralbank in Baden-Württemberg auf. Die Witwe Ernst Thälmanns, Rosa Thälmann, erstattete 1962 mittels des Rechtsanwaltes Friedrich Karl Kaul bei der Kölner Staatsanwaltschaft Anzeige gegen die mutmaßlichen Thälmannmörder Otto und Berger. Das Ermittlungsverfahren blieb letztlich erfolglos. Berger starb im Juni 1964.